# アンドレ・カサーニュ
アンドレ・カサーニュ（André Cassagnes、1926年9月23日 - 2013年1月16日）は、フランスの発明家、電気技師、玩具制作者、凧デザイナー。最もよく知られている発明品は、 エッチ・ア・スケッチという、オハイオ・アート・カンパニーが製造している、人気の高い機械式の素描玩具である。

## 生涯
カサーニュは、1926年9月23日に、フランスのパリ近郊で生まれた。両親はベーカリーを自営しており、カサーニュも十代から家業を手伝った。しかし、小麦粉アレルギーがあったために、他の仕事に就かざるを得なくなり、アルミニウム粉末で覆われた写真フレームを製造していたフランスのリンクルスタ (Lincrusta) 社で電気技師として働くようになった。
あるとき、カサーニュは、いつものように工場の電灯スイッチのプレートを取り付けていた。そのプレートは半透明のシールで覆われていた。取り付け工事をしている間、カサーニュは、このシールを剥がし、シールの上に鉛筆で文字を書いていた。そこでカサーニュは、書き付けたイメージがシールの裏側に写ることに気づいた。カサーニュは、これをきっかけにいろいろ試作を行ない、世界で最初のエッチ・ア・スケッチのプロトタイプを創り出した。カサーニュは、この発明品を「L'Ecran Magique」（「魔法の画面」の意）と名付けた。この玩具は、1959年に、西ドイツのニュルンベルクで開催された玩具見本市で初めて公開された。 その後、カサーニュは、アメリカ合衆国のメーカーであるオハイオ・アート・カンパニーと組んで、さらにエッチ・ア・スケッチの開発を進め、後に広く親しまれるようになった形状に変わっていった。オハイオ・アート・カンパニーじゃ、1960年のクリスマス・シーズンに、アメリカ合衆国でエッチ・ア・スケッチの販売を開始した。
カサーニュは、フランスでは、凧のデザイナー、発明家としても広く知られている。この方面は、彼が最も力を入れた分野であるが、あくまでも趣味の領域に留まっていた。1980年代を通して、カサーニュは、様々な独創的形状の凧を創作し続けた。『Kite Lines』誌に1992年に掲載された記事では、「フランスで最も有名な凧制作者」と紹介された。カサーニュは、ほかにも、金属製の自動車を走路に沿って誘導する「Teleguide」や、球体状の画面に絵を描くことができる「SkeDoodle」など、様々な機械式のゲームを発明した。
米国玩具工業組合 (TIA) の報告によると、カサーニュは、2013年1月16日にパリ郊外で、86歳で死去したという。カサーニュは、妻ルネ (Renée) と、3人の子どもたちと一緒に生活していた。